# مایرون کروگر

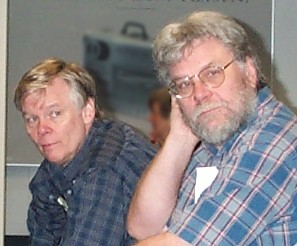
مایرون کروگر (سمت چپ) و دن ساندین، در Ars Electronica '99

مایرون کروگر (متولد ۱۹۴۲ در گری، ایندیانا) یک هنرمند کامپیوتر آمریکایی است که آثار تعاملی اولیه را توسعه داد. او همچنین یکی از محققان نسل اول واقعیت مجازی و واقعیت افزوده به حساب می‌آید.
در حالی که کروگر مدرک دکترای خود را در رشته علوم کامپیوتر در دانشگاه ویسکانسین-مدیسون دریافت می‌کرد، روی تعدادی از آثار هنری اولیه تعاملی کامپیوتری کار کرد. او در سال ۱۹۶۹ با دن سندین، جری اردمن و ریچارد ونتزکی روی یک محیط کنترل‌شده توسط کامپیوتر به نام "glowflow" همکاری کرد، یک محیط صوتی نور کنترل‌شده توسط کامپیوتر که به افراد درون آن پاسخ می‌داد. کروگر سپس Metaplay را توسعه داد، که یکپارچه‌سازی تصاویر، صداها و تکنیک‌های پاسخگو در یک چارچوب واحد بود. در این پروژه، از کامپیوتر برای ایجاد یک رابطه منحصربه‌فرد و بی‌درنگ بین شرکت‌کنندگان در گالری و هنرمند در ساختمان دیگری استفاده شد.
از سال ۱۹۷۴ تا ۱۹۷۸، کروگر در مرکز علوم فضایی و مهندسی دانشگاه ویسکانسین-مدیسون به پژوهش گرافیک کامپیوتری مشغول بود و در مقابل، حمایت نهادی برای کار خود روی "Videoplace" دریافت کرد. در سال ۱۹۷۸، او به اعضای هیئت علمی علوم کامپیوتر در دانشگاه کنتیکت پیوست و در آنجا دوره‌هایی در زمینه سخت‌افزار، نرم‌افزار، گرافیک کامپیوتری و هوش مصنوعی تدریس کرد.